# 智満寺の十本スギ

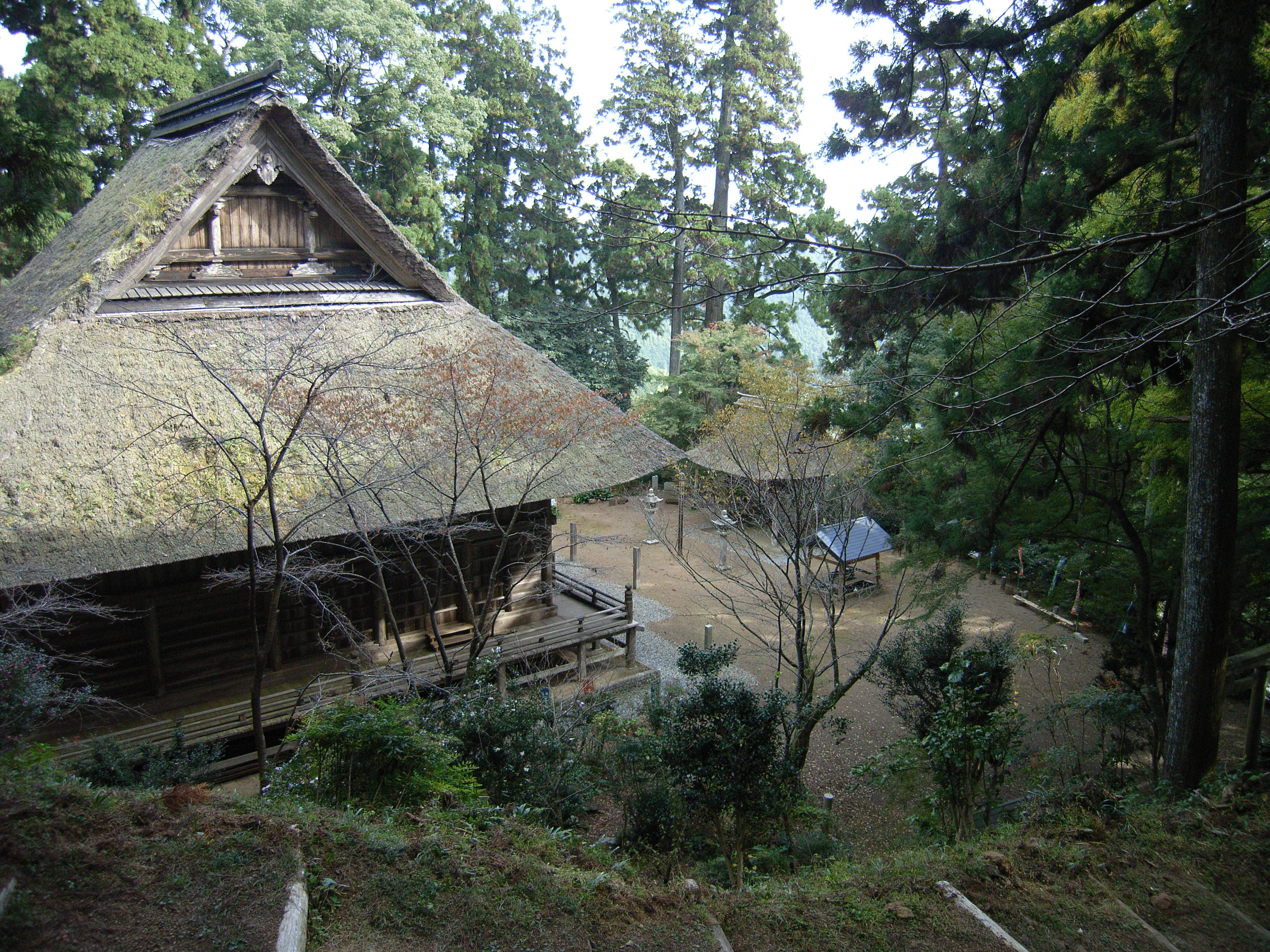
智満寺

智満寺の十本スギ（ちまんじのじっぽんスギ）は、静岡県島田市千葉にある千葉山の山中に散在するスギ（杉）の巨木10本の総称である。千葉山中にある智満寺（天台宗）の開山や再建などの際に植栽されたものとの言い伝えがあり、推定の樹齢は1200年（開山スギ）、850年以上（他の9本）といわれる。1962年（昭和37年）に10本一括で国の天然記念物に指定されたが、指定後に「開山スギ」と「子持スギ」の2本が枯死している。残る8本のうち、源頼朝が手植えした伝承が残る「頼朝スギ」の倒木が2012年（平成24年）9月に報道された。

## 由来
名称に冠されている智満寺は、島田市街地の北方約7キロメートルに位置する千葉山（標高468メートル）の山中、標高約350メートルのところにある仏教寺院で、山号を「千葉山」という。寺伝によれば奈良時代の宝亀2年（771年）に下野国（現在の栃木県）の広智がこの地に草庵を結んだのが始まりとされる。広智は鑑真の法孫にあたる人物で、平安時代以降のこの寺院は修験道の霊場である山岳寺院として栄えた。源頼朝をはじめ、今川氏、徳川氏など有力な武将の信仰が厚い寺院であり、源頼朝は下総国（現在の千葉県北部）の豪族千葉常胤に命じて本堂を再建した。寺所蔵の文書によれば、徳川家康は天正13年（1585年）、智満寺の寺領を安堵している。現存する本堂は、棟札の記載により天正17年（1589年）の建立であることが判明し、1966年に国の重要文化財に指定されている。
千葉山の山中には、10本の大きなスギの木が点在していた。10本の木にはそれぞれ名称がつけられ、総称して「十本スギ」と呼ばれていた。10本の名称は次のとおりである（「スギ」は漢字で「杉」と表記されることもある）。
- 頼朝スギ（よりともスギ）
- 子持スギ（こもちスギ）
- 開山スギ（かいざんスギ）
- 大スギ（おおスギ）
- 達磨スギ（だるまスギ）
- 雷スギ（かみなりスギ）
- 常胤スギ（つねたねスギ）
- 経師スギ（つねもろスギ、またはきょうじスギ）
- 一本スギ（いっぽんスギ）
- 盛相スギ（もっそうスギ）[4][6][13][17]

樹齢について、「開山スギ」は智満寺を開山した広智が771年（宝亀2年）に手植えしたものとの伝承があり、およそ1200年とされていた。他の9本は源頼朝の命によって千葉常胤が普請奉行となって本堂を再建したときに植えられたと伝えられ、850年以上の樹齢と推定されている。「頼朝スギ」と「常胤スギ」は、それぞれ源頼朝と千葉常胤の手植えといわれる。「頼朝スギ」は、頼朝が千葉常胤らを従える前、平治の乱で伊豆国へ流刑になった折、源氏再興を祈願して植えたとも伝わる。
太さが最大だったのは「開山スギ」で、目通り幹囲11メートル、樹高は36メートルを測った。樹高が最大なのは「一本スギ」で、45メートルあった。その他のスギも、樹高が25メートルから40メートル、幹囲は8メートルから10メートルあり、いずれも巨木揃いである。
明治時代、十本スギは伐採の危機に直面した。それは、安倍川の架橋用材としてこのスギを使おうという計画が持ち上がったためであった。当時の智満寺住職はこの計画に猛反対し、架橋計画の説明にやってきた中央政府の役人にそれぞれの木にまつわる由来を説き、ついに用材としての伐採を断念させたという経緯を持つ。
それぞれのスギは千葉山の山中に点在しているため、全てのスギを見て回るには往復で3時間程度を要する。十本スギは1962年（昭和37年）6月29日に、「いずれも大木としてすぐれているばかりでなく、この種スギの巨樹群として類例の稀なものである。」として国の天然記念物に指定された。奥の院にあった「開山スギ」と「子持スギ」の2本は既に枯死している。「頼朝スギ」も2012年、自然に倒れた（後述）。「子持スギ」は業者に引き渡されたが、山中の不便なところに生育していた「開山スギ」はそのままにされ、根元部分のみが残っているという。

## 「頼朝スギ」の倒木
2012年（平成24年）9月2日の朝、「頼朝スギ」が根元から折損した。「頼朝スギ」は智満寺の薬師堂西側に生育し、境内から眺めることが唯一可能なスギであった。直接の原因は豪雨の影響によるものであったが、20年ほど前から根元部分から空洞化が進行し、衰弱が見受けられたという。数年前から大枝を伐採して木のバランスを取るなど、倒れないための対策を講じていたものの、自重に耐えかねて根元部分から折れ、南側の急斜面の沢に倒木した。
倒壊前の「頼朝スギ」は樹高36メートル、目通り幹囲9.7メートルで、推定樹齢800年であった。倒木後の「頼朝スギ」は推定総重量が50トンにも達し、大阪府の業者によって伐り出し作業が行われた。智満寺の住職は「倒木の一部で仏像を彫るなどして、頼朝スギを残したい」と発願し、友人である平等院（京都府宇治市）の住職に相談した。その結果、京都市の仏師江里康慧推薦され、弥勒菩薩座像の制作が決定した。
江里は弥勒菩薩座像の制作に際して、「杉は目が粗く彫刻に向かないが、樹齢が長いものは目がつまりノミが入れ易い、精神性と生命観が宿る仏像を完成させたい」と語り、智満寺の住職も「弥勒菩薩は未来を表すので頼朝杉が仏の姿に変えて未来を守ってもらいたい」と語っている。座像の制作は2013年初頭に始まり約2年半かけて制作される予定で、2015年に完成した。
残った木片は大阪市のNPO法人が保存しており、日本各地の銘木を調査する銘木総研（大阪市）が木目の詰まった良材であることに注目し、頼朝像を彫ることを発案。完成の暁には、頼朝ゆかりの鶴岡八幡宮（神奈川県鎌倉市）に安置したいと相談して宮司も承諾し、弥勒菩薩像も彫った江里に依頼し、完成した源頼朝座像（高さ約110センチメートル、幅約150センチメートル、奥行き約100センチメートル）が2022年10月25日披露された。

## 交通アクセス
所在地
- 静岡県島田市千葉254 千葉山山中

交通
- JR東海東海道本線島田駅からタクシーで約25分。
- 藤枝バイパス「野田IC」から車で約10分。